# لوئیس نیرنبرگ
لوئیس نیرنبرگ (Louis Nirenberg) (۲۸ فوریه ۱۹۲۵ – ۲۶ ژانویه ۲۰۲۰) ریاضی‌دان کانادایی-آمریکایی و یکی از برجسته‌ترین ریاضی‌دانان قرن بیستم میلادی محسوب می‌شود.
تقریباً تمام کارهای لوئیس در زمینه معادلات دیفرانسیل با مشتقات جزئی بود. بیشتر دست‌آوردهای او، مانند اثبات «اصل قوی ماکسیمم» برای معادلات دیفرانسیل با مشتقات جزئی سهموی مرتبه دوم، اکنون به‌عنوان اقدامات بنیادین در این حوزه در نظر گرفته می‌شوند. از او به عنوان چهرهٔ شاخصی در زمینه «آنالیز هندسی» یاد می‌شود و بسیاری از کارهای او در ارتباط با مطالعه آنالیز مختلط و هندسه دیفرانسیل است.
او خصوصاً برای همکاری‌اش با «شموئل آگمون» و «آورون داگلیس» نیز شناخته می‌شود. در این همکاری آن‌ها «نظریه شاودر» را، همان‌طور که قبلاً برای معادلات دیفرانسیل جزئی بیضوی مرتبه دوم تعریف می‌شد، به مجموعه کلی دستگاه‌های بیضوی تعمیم دادند. لوئیس با «باسیلیس گیداس» و «وی مینگ نی» از «اصل ماکسیمم» برای اثبات تقارن بسیاری از راه حل‌های معادلات دیفرانسیل به شیوهٔ نوآورانه‌ای استفاده کردند. در سال ۱۹۶۱، نیرنبرگ و «فریتز جان» مطالعه فضای تابع BMO‏ را آغاز کردند. در حالی که این مطالعه در اصل توسط جان در مبحث مواد کشسان معرفی شد، هم‌چنین برای «بازی‌های شانسی» که به عنوان مارتینگیل شناخته می‌شوند، استفاده شده‌است. در سال ۲۰۰۲، چارلز ففرمن در مورد مسئله جایزه هزارهٔ «وجود و همواری معادله ناویه-استوکس» در زمینه مکانیک سیالات ریاضیاتی، از همکاری نیرنبرگ با «لوئیس کافارلی» و «رابرت کوهن» در سال ۱۹۸۲، به عنوان «تقریباً بهترین کاری که انجام شده» یاد کرد.
دیگر دست‌آوردهای او عبارت اند از حل «مسئله مینکوفسکی» در دو بُعد، «نامساوی درون‌یابی گاگلیاردو-نیرنبرگ» ، «قضیه نیولاندر- نیرنبرگ» در «هندسه مختلط» و توسعه عملگرهای شبه دیفرانسیلی با همکاری «جوزف کوهن».

## زندگی‌نامه
نیرنبرگ از پدر و مادری که از مهاجران یهودی اوکراینی بودند، در همیلتون، انتاریو به دنیا آمد. او در «دبیرستان بارون بینگ» و دانشگاه مک‌گیل تحصیل کرد و در سال ۱۹۴۵ میلادی، در هر دو رشته ریاضی و فیزیک در مقطع بی‌اس فارغ‌التحصیل شد. او با «سارا پال» ، همسر ارنست کورانت در یک شغل تابستانی در «شورای تحقیقات ملی کانادا» آشنا شد. سارا با ریچارد کورانت، پدر کورانت که ریاضی‌دان برجسته‌ای بود، مذاکره نمود تا از او دربارهٔ جایی که نیرنبرگ باید برای مطالعه فیزیکِ نظری درخواست دهد، مشورت بگیرد. در پی این مشورت، نیرنبرگ برای ورود به مقطع کارشناسی ارشد در مؤسسه علوم ریاضی کورانت در دانشگاه نیویورک دعوت شد. او در سال ۱۹۴۹ میلادی، زیر نظر «جیمز استوکر» ، دکترای خود را در رشته ریاضیات دریافت نمود. نیرنبرگ در رساله دکترای خود، «مسئله ویل» در هندسه دیفرانسیل را که از سال ۱۹۱۶ میلادی یک مسئله مشهور و حل‌نشده بود، حل نمود.
نیرنبرگ پس از اتمام درجه دکترای خود، استاد مؤسسه کورانت شد و تا انتهای دوران حرفه‌ای خود در آن‌جا کار کرد. او استاد راهنمای دانشجویان دکتری بود و با تعدادی از نویسندگان همکار، بیش از ۱۵۰ مقاله را منتشر کرد. از جمله همکاری‌های قابل توجه او می‌توان کار با «هانری برستیکی» ، «هایم برزیس» ، لوئیس کافارلی، «یانیان لی» و بسیاری دیگر اشاره کرد. نیرنبرگ به انجام تحقیقات در زمینه ریاضیات تا سن ۸۷ سالگی ادامه داد و سرانجام در ۲۶ ژانویه ۲۰۲۰ میلادی، در سن ۹۴ سالگی درگذشت.

## جوایز و افتخارات
- «جایزه یادبود بوخر»[م] (۱۹۵۹)
- جایزه کرافورد (۱۹۸۲)
- «جایزه ویلیام-جفری»[ن] (۱۹۸۷)
- جایزه لروی استیل برای دستاورد یک عمر (۱۹۹۴)[۹]
- نشان ملی علوم (۱۹۹۵)[۱۰]
- مدال چرن (۲۰۱۰)[۱۱]
- جایزه لروی استیل برای مشارکت بدوی به تحقیقات (۲۰۱۴)، با لوئیس کافارلی و رابرت کاهن، برای مقاله ۱۹۸۲ شان با عنوان «منظم بودن جزئی حل‌های ضعیف مناسبی از معادلات نویر-استوکس»[و]
- جایزه آبل (۲۰۱۵)

## دست‌آوردهای ریاضیاتی

### دهه ۱۹۵۰
نیرنبرگ در تز دکترای خود به حل مسئله ویل و مینکوفسکی در هندسه دیفرانسیل پرداخت. اولی در مورد وجود نشاندن‌های ایزومتریک متریک‌های ریمانی با خمیدگی مثبت روی کره دو بُعدی در فضای اقلیدسی سه بُعدی بحث می‌کند، در حالی که دومی به مبحث سطوح بسته در فضای اقلیدسی سه بُعدی با انحنای گاوسی معین می‌پردازد. شیوهٔ استاندارد کنونی حل این مسائل، از طریق نظریه «معادله مونگ-آمپر» است که یک معادله دیفرانسیل جزئی بیضوی کاملاً غیر خطی می‌باشد. نیرنبرگ بر اساس کار اولیه چارلز موری در سال ۱۹۳۸، به نظریه چنین معادلاتی در تنظیم حوزه‌های دوبُعدی کمک‌های شگرفی کرد. «الکسی پوگورلوف» ، «شیو-یوئن چنگ» ، شینگ تونگ یائو و سایر نویسندگان، کار نیرنبرگ در مورد مسئله مینکوفسکی را به‌طور قابل توجهی گسترش دادند. نیرنبرگ و «فیلیپ هارتمن» در یک مشارکت جداگانه در حوزه هندسه دیفرانسیل، استوانه‌های درون فضای اقلیدسی را یگانه اَبَرسطوح کاملی توصیف کردند که ذاتاً مسطح اند.
در همان سالی که نیرنبرگ موفق به حل مسائل ویل و مینکوفسکی شد، سهم کلانی در درک اصل حداکثر داشت. هم‌چنین وی توانست اصل حداکثر قوی را برای معادلات دیفرانسیل جزئی سهموی مرتبه دوم به اثبات برساند. هم‌اکنون از این اصل به عنوان یکی از اساسی‌ترین نتایج در این حوزه یاد می‌شود.
در دهه ۱۹۵۰ میلادی، معروف‌ترین اثر نیرنبرگ «منظم بودن بیضوی» است. «تخمین‌های شاودر» در دهه ۱۹۳۰ میلادی در زمینه معادلات بیضوی مرتبه دوم کشف شد و بعدتر نیرنبرگ با همکاری آورون داگلیس، آن‌ها را به دستگاه‌های بیضوی کلی با نظم دلخواه تعمیم داد. با همکاری داگلیس و «شموئل آگمون» ، نیرنبرگ این تخمین‌ها را تا جایی که می‌شد، گسترش داد. همچنین نیرنبرگ به همراه «موری» ثابت کرد که راه‌حل‌های دستگاه‌های بیضوی با ضرایب تحلیلی، خودشان تحلیلی هستند و تا مرزِ کارهای تحقیقاتی شناخته شدهٔ قبلی گسترش می‌یابند. در حال حاضر، این دست‌آوردها در حوزه نظم بیضوی به عنوان بخشی از «بسته استاندارد» معلومات در نظر گرفته می‌شوند و در کتب درسی بسیاری مطرح شده‌اند. به‌طور ویژه، تخمین‌های داگلیس نیرنبرگ و آگمون داگلیس نیرنبرگ، از پرکاربردترین ابزارها در معادلات دیفرانسیل جزئی بیضوی محسوب می‌شوند.
در سال ۱۹۵۷ میلادی، نیرنبرگ در پاسخ به سؤالی که شیینگ-شن چرن و آندره ویل برای او مطرح کردند، با همکاری دانشجوی دکترای خود بنام آگوست نیولندر، آنچه را که اکنون به عنوان «قضیه نیولندر-نیرنبرگ» شناخته می‌شود، اثبات کرد. این قضیه شرایط دقیقی را فراهم می‌کند که تحت آنها یک ساختار تقریباً پیچیده از یک اطلس مختصاتی هولومورفیک ظهور پیدا می‌کند. اکنون قضیه نیولندر-نیرنبرگ به‌عنوان یک نتیجه اساسی در هندسه مختلط محسوب می‌شود. البته خود نتیجه به مراتب بیشتر از اثبات آن شناخته شده‌است و معمولاً در متون مقدماتی مورد بحث قرار نمی‌گیرد. دلیل این رویکرد این است که نتیجه، متکی بر روش‌های پیشرفته در معادلات دیفرانسیل جزئی است.
نیرنبرگ (مستقل از «امیلیو گاگلیاردو») در بررسی سال ۱۹۵۹ میلادی در مورد معادلات دیفرانسیل بیضوی، آنچه که اکنون به نام «نامساوی‌های درون‌یاب گاگلیاردو-نیرنبرگ» برای فضاهای سوبولف می‌شناسیم را ثابت کرد. نیرنبرگ در سال ۱۹۶۶ در کار بعدی خود، توان‌های احتمالی که می‌توانند در این نامساوی‌ها ظاهر شوند را مشخص نمود. اخیراً نویسندگان دیگری نامساوی‌های گاگلیاردو و نیرنبرگ را به فضاهای سوبولف کسری تعمیم داده‌اند.

### دهه ۱۹۶۰
بلافاصله بعد از آن‌که فریتز جان در نظریه کشسانی، فضای تابع BMO را معرفی کرد، جان و نیرنبرگ با یک نامساوی تابعی خاص، که اکنون به نام نامساوی جان و نیرنبرگ شناخته می‌شود. اساس آنالیز هارمونیک است، مطالعه بیشتری در مورد فضا ارائه کردند. این نامساوی نشان می‌دهد که یک تابع BMO تا چه حد سریع از میانگین خود منحرف می‌شود. اثبات آن یک کاربرد کلاسیک از «تجزیه کالدرون-یگموند» است.
نیرنبرگ و «فرانسوا تروز» مثال معروف لِوی را برای یک PDE خطی غیرقابل حل مرتبه دوم بررسی کردند. آن‌ها شرایطی که PDE در زمینه عمل‌گرهای دیفرانسیل جزئی و عمل‌گرهای شبه دیفرانسیل، تحت آن‌ها قابل حل هستند را کشف کردند. پس از آن، تعریف آن‌ها از شرایط حل‌پذیری موضعی با ضرایب تحلیلی، مورد توجه محققینی مانند «آر. بیلز» ، «سی. ففرمن» ، «آر. دی مویر» ، لارس هرماندر و «نیلز دنکر» قرار گرفت که شرط شبه دیفرانسیل برای معادله لِوی را حل کردند. این اقدام، دروازه‌های بیشتری را به حل‌پذیری موضعی معادلات دیفرانسیل جزئی خطی باز کرد.
به دنبال کارهای قبلی کوهن، نیرنبرگ و «جی.جی. کوهن» مسئله {\displaystyle {\overline {\partial }}}-نویمان را در مباحث شبه محدب مطالعه کردند. آن‌ها رابطه نظریه منظم‌بودن را در حضور تخمین‌های زیربیضوی برای عمل‌گر {\displaystyle {\overline {\partial }}} نشان دادند.